# Jair Céspedes
Jair Céspedes (Mollendo, Arequipa, Perú, 22 de mayo de 1984) es un futbolista peruano. Juega como lateral izquierdo y su equipo actual es el Deportivo Municipal de la Liga 2 de Perú.

## Trayectoria

### Alianza Lima
Inició su carrera futbolística con Alianza Lima en el 2003 club con el que realizó las divisiones menores y además fue campeón nacional.
En el 2006 llega al Sport Boys con el cual se salvó del descenso en un partido definitorio contra el José Gálvez que terminó en penales, en el cual Céspedes anotó el segundo gol por parte de los chalacos.
Pasó por 3 equipos israelí Ironi Kiryat Shmona, Hapoel Petah-Tikvah y Bnei Sakhnin.

### César Vallejo
Llega por todo el 2010 como refuerzo para la Copa Sudamericana 2010 y el Campeonato Descentralizado 2010, jugando 23 partidos esa temporada.

### León de Huánuco
Al siguiente año llega a un acuerdo con el León de Huánuco siendo refuerzo para el Campeonato descentralizado 2011 y Copa Libertadores 2011. Ese año bajo el mando de Franco Navarro fue uno de los mejores del equipo junto al colombiano Harrison Otálvaro. Jugó 27 partidos y anotó 1 gol. A fin de ese año sonó como refuerzo para Alianza Lima.

## Selección nacional
Ha sido internacional con la selección de fútbol del Perú en 9 ocasiones. Su debut se produjo el 24 de marzo de 2007, en un encuentro amistoso ante la selección de Japón que finalizó con marcador de 2-0 a favor de los japoneses. Formó parte de la plantilla que disputó la Copa América 2007 y 2015.

### Participaciones en Copa América
| Copa              | Sede      | Resultado        |
| ----------------- | --------- | ---------------- |
| Copa América 2007 | Venezuela | Cuartos de final |
| Copa América 2015 | Chile     | Tercer lugar     |

### Participaciones en Eliminatorias
| Eliminatorias                    | Sede       | Selección | Resultado          | Partidos | Goles | Asist. |
| -------------------------------- | ---------- | --------- | ------------------ | -------- | ----- | ------ |
| Eliminatorias Sudamericanas 2014 | Sudamérica | Perú      | 7.º (No clasificó) | 0        | 0     | 0      |
| Eliminatorias Sudamericanas 2018 | Sudamérica | Perú      | 5.º (Clasificó)    | 2        | 0     | 0      |
| Total                            | Total      | Total     | Total              | 2        | 0     | 0      |

## Clubes
| Club                  | País   | Año        | PJ (G)  |
| --------------------- | ------ | ---------- | ------- |
| Alianza Lima          | Perú   | 2003       | 1 (0)   |
| Deportivo Municipal   | Perú   | 2004       | ? (4)   |
| Deportivo Aviación    | Perú   | 2005       | ? (3)   |
| Sport Boys            | Perú   | 2006-2007  | 69 (2)  |
| San Martín            | Perú   | 2008       | 16 (0)  |
| Hapoel Ironi Kiryat   | Israel | 2008       | 17 (0)  |
| Hapoel Petah-Tikvah   | Israel | 2009       | 13 (0)  |
| Hapoel Nazareth Illit | Israel | 2009       | 1 (0)   |
| Bnei Sakhnin F.C.     | Israel | 2010       | 4 (0)   |
| César Vallejo         | Perú   | 2010       | 22 (0)  |
| León de Huánuco       | Perú   | 2011       | 30 (2)  |
| San Martín            | Perú   | 2012       | 36 (3)  |
| Juan Aurich           | Perú   | 2013-2015  | 94 (2)  |
| Sporting Cristal      | Perú   | 2016- 2019 | 157 (0) |
| Cusco FC              | Perú   | 2020-2021  | 48 (1)  |
| Deportivo Binacional  | Perú   | 2022       | 31 (1)  |
| Deportivo Municipal   | Perú   | 2023 -     | (0) (0) |

## Palmarés

### Torneos cortos
| Título           | Club             | País | Año  |
| ---------------- | ---------------- | ---- | ---- |
| Torneo Clausura  | Alianza Lima     | Perú | 2003 |
| Torneo Apertura  | Juan Aurich      | Perú | 2014 |
| Torneo Clausura  | Sporting Cristal | Perú | 2016 |
| Torneo de Verano | Sporting Cristal | Perú | 2018 |
| Torneo Apertura  | Sporting Cristal | Perú | 2018 |

### Campeonatos nacionales
| Título                    | Club             | País | Año  |
| ------------------------- | ---------------- | ---- | ---- |
| Primera División del Perú | Alianza Lima     | Perú | 2003 |
| Primera División del Perú | San Martín       | Perú | 2008 |
| Primera División del Perú | Sporting Cristal | Perú | 2016 |
| Primera División del Perú | Sporting Cristal | Perú | 2018 |

### Distinciones individuales
| Distinción                                                                             | Año  |
| -------------------------------------------------------------------------------------- | ---- |
| Equipo ideal del Campeonato Descentralizado según el portal periodístico DeChalaca.com | 2013 |
| Equipo ideal del Campeonato Descentralizado según DeChalaca.com                        | 2015 |
| Equipo ideal del Campeonato Descentralizado según DeChalaca.com                        | 2018 |
| Mejor once del Campeonato Descentralizado según la SAFAP                               | 2018 |
| Preseleccionado como defensa en el mejor once de la Liga 1 según la SAFAP              | 2019 |
| Equipo ideal de la Liga 1 según Dechalaca.com                                          | 2019 |